# Alcalosi

Nomograma de l'homeòstasi acidobàsica. Observeu les àrees corresponents als diferents tipus d'alcalosi en la dreta

L'alcalosi (o alcalèmia) és un trastorn hidroelectrolític en el que hi ha un augment de l’alcalinitat (basicitat) dels fluids del cos, és a dir, un excés de base en els líquids corporals. Aquesta condició és l’oposada a l'acidosi (excés d’àcid).
Es pot produir per l’acumulació de bases o per la pèrdua d’àcids en els líquids de l’organisme, la qual cosa provoca una reducció en la concentració d'ions hidrogen en el plasma sanguini arterial. Generalment es considera alcalosi quan el pH arterial és major a 7,45.
Els pulmons i els ronyons són els òrgans encarregats de regular l'equilibri acidobàsic del cos. La disminució en el nivell de diòxid de carboni (àcid) o l’augment del nivell d'hidrogencarbonat (base), fan que el pH dels líquids del cos augmentin, produint l’alcalosi.

## Tipus

### Alcalosi respiratòria
L’alcalosi respiratòria es deu a una ventilació excessiva dels pulmons o a la falta d’oxigen deguda a l’altura. El baix contingut d'oxigen de l’aire (hipòxia) estimula la ventilació forçada (hiperpnea), el que fa que es perdi massa diòxid de carboni, {\displaystyle {\ce {CO2}}}, (hipocàpnia) i augmenti el pH. La resposta fisiològica a aquest fenomen és intentar excretar activament hidrogencarbonat, {\displaystyle {\ce {HCO3-}}} per l'orina, però per dur a terme aquesta tasca el ronyó necessita una hidratació suficient i un balanç electrolític favorable que li permeti excretar sals. En una situació d'esforç físic intens es produeix una deshidratació per la suor, a la vegada que es perden sals, però també per la mateixa respiració, especialment en ambients freds. Si el pH continua pujant, de manera periòdica apareix l'apnea, que consisteix en una parada respiratòria involuntària que té l'objectiu de refer el pH augmentant la concentració de {\displaystyle {\ce {CO2}}} als pulmons.
Altres causes de la falta de {\displaystyle {\ce {CO2}}} en sang poden ser la febre, la malaltia hepàtica o la intoxicació amb salicilats.

### Alcalosi metabòlica
L’alcalosi metabòlica és ocasionada per un excés d'hidrogencarbonat en la sang, que es pot deure a diversos factors:
- L’alcalosi hipoclorèmica (baixa concentració de l'ió clor en sang) és causada per una carència o pèrdua extrema de clorur, que se sol produir per via digestiva (vòmits persistents o diarrea profusa) o per una insuficiència renal. En aquests casos, els ronyons compensen la pèrdua de clorurs mitjançant la conservació d'hidrogencarbonat.
- L’alcalosi hipopotassèmica (o hipocalièmica) és ocasionada per la resposta del ronyó a una carència o pèrdua extrema de potassi, la qual cosa pot tenir lloc en persones que prenen certs diürètics (sobretot mercurials o del tipus clorotiazida).
- Tractaments amb grans quantitats d'hidrogencarbonat i llet.
- L’alcalosi compensada es presenta quan el cos ha compensat parcialment l’alcalosi, retornant l'equilibri àcid/base a la normalitat, però els nivells d'hidrogencarbonat i diòxid de carboni romanen en valors anormals.

## Símptomes
- Confusió (pot progressar a estupor o coma)
- Tremolor de mà
- Mareig
- Fasciculacions
- Nàusees, vòmits
- Entumiment o formigueig en la cara o les extremitats
- Espasmes musculars perllongats (tetània)
- Bradipnea
- Apatia
- Convulsions
- Alteracions electrocardiogràfiques

## Proves i exàmens
Una gasometria arterial i un grup de proves metabòliques bàsiques confirmaran l’alcalosi i determinaran si es tracta d’alcalosi respiratòria o metabòlica. Es poden necessitar altres exàmens per determinar la causa de l’alcalosi, com: 
- Paper de tornassol (exàmens d’orina amb tireta reactiva).
- Anàlisi d’orina
- pH de l’orina

## Tractament
El tractament de l’alcalosi depèn de la identificació de la causa específica.
Algunes persones necessiten medicaments per corregir les pèrdues químiques (com clorur i potassi). A més, és necessari controlar els signes vitals (temperatura, pols, ritme respiratori i pressió sanguínia).
Per a l’alcalosi respiratòria provocada per hiperventilació, el fet de respirar dins d’una borsa de paper fa que es retingui més diòxid de carboni i aquest s'inhali, millorant l’alcalosi.
La majoria dels casos d’alcalosi responen bé al tractament.

## Possibles complicacions
- Arrítmies
- Coma
- Desequilibri d’electròlits (com la hipocalièmia)

## Quan contactar amb un professional mèdic
S'ha de consultar amb el metge si es troba confós, és incapaç de concentrar-se o no pot respirar correctament.
Una visita a la sala d’urgències o cridar a emergències es justifica en cas de: 
- Pèrdua de coneixement
- Símptomes d’alcalosi que empitjorin ràpidament
- Convulsions
- Dificultats respiratòries greus

## Prevenció
La prevenció depèn de la causa de l’alcalosi. Normalment, les persones amb ronyons i pulmons sans no tenen alcalosi significativa.